# Драготинці (Светий Юрій-об-Щавниці)
Драготинці (словен. Dragotinci) — поселення в общині Светий Юрій-об-Щавниці, Помурський регіон, Словенія. Висота над рівнем моря: 198,7 м.